# ديتر كيلر
ديتر كيلر هو لاعب شطرنج سويسري، ولد في 19 يوليو 1936.

## وصلات خارجية
- ديتر كيلر على موقع الاتحاد الدولي للشطرنج (الإنجليزية)
- ديتر كيلر على موقع مباريات الشطرنج (الإنجليزية)
- ديتر كيلر على موقع 365Chess.com (الإنجليزية)
- ديتر كيلر على موقع Chesstempo.com (الإنجليزية)
- ديتر كيلر سجل أولمبياد الشطرنج على موقع OlimpBase.org (الإنجليزية)